# Рио-Гранде (река, впадает в Мексиканский залив)
Ри́о-Гра́нде (исп. Rio Grande) — река в Северной Америке, по которой проходит граница между США и Мексикой (в Мексике река называется Рио-Браво или, точнее, Ри́о-Бра́во-дель-Но́рте). Рио-Гранде является четвёртой (3060 км) по длине рекой в США. Площадь бассейна 805 000 км², по другим данным — 870 000 км². Средний расход воды по данным на 2006 год — 19 м³/с.

## Гидрография

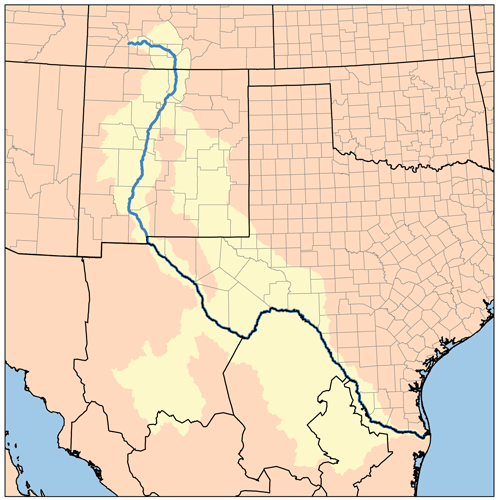
Карта Бассейна Рио-Гранде

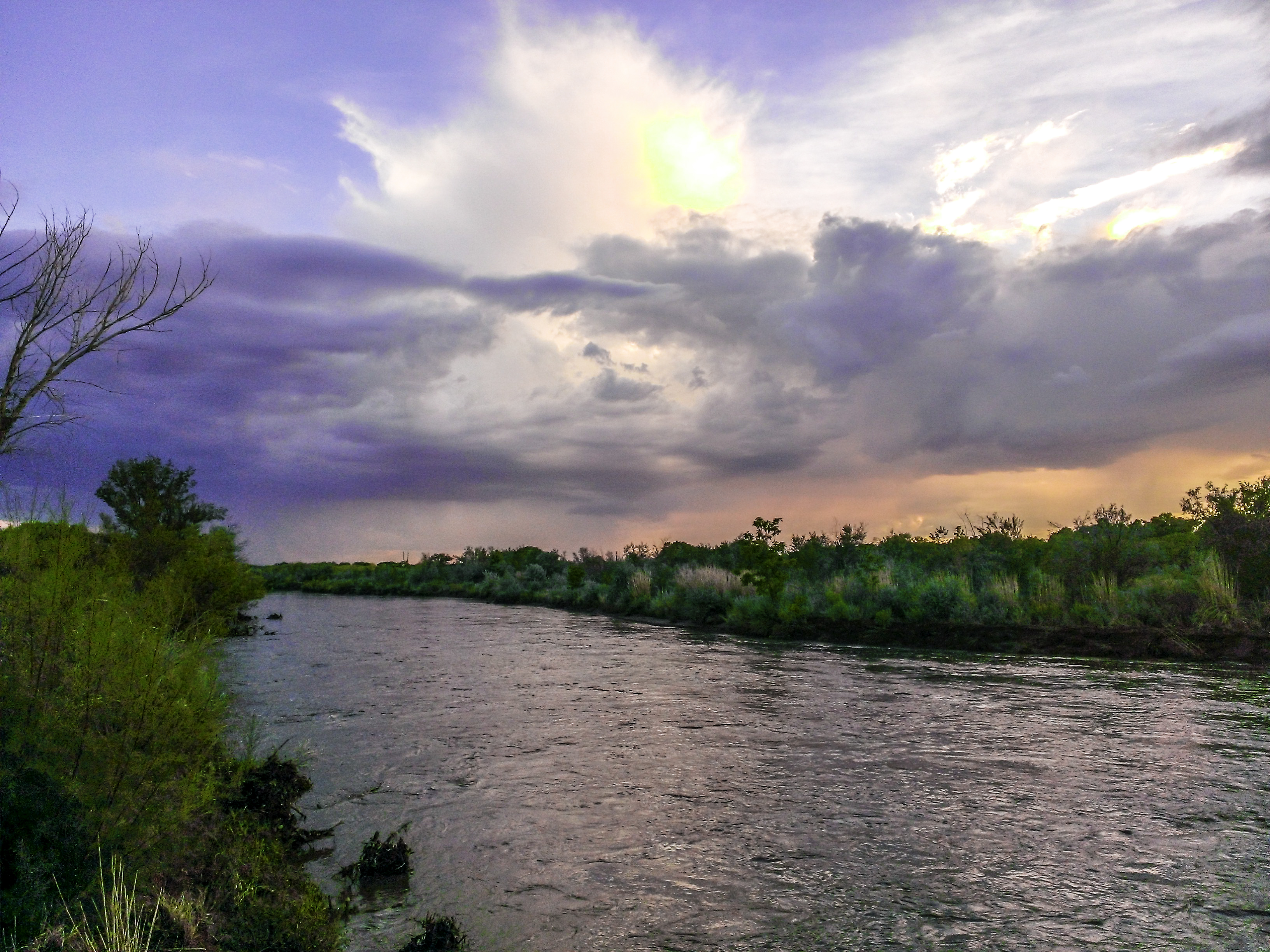

Рио-Гранде (Рио-Браво) берёт начало в горах Сан-Хуан в штате США Колорадо. Высота истока — около 3700 м над уровнем моря. Протекает по долине Сан-Луис, далее течёт на юг, в штат Нью-Мексико, где образует глубокий каньон; проходит через города Альбукерке и Лас-Крусес. Ниже по течению река перекрыта плотиной и образует водохранилище Элефант-Бьютт, далее следует через международную городскую агломерацию Эль-Пасо—Хуарес; с этого места и до впадения в Мексиканский залив река образует естественную границу между США и Мексикой. Главный приток, Рио-Кончос, впадает ниже Эль-Пасо. Другие известные притоки: Пекос, Девилс-Ривер, Сан-Родриго.

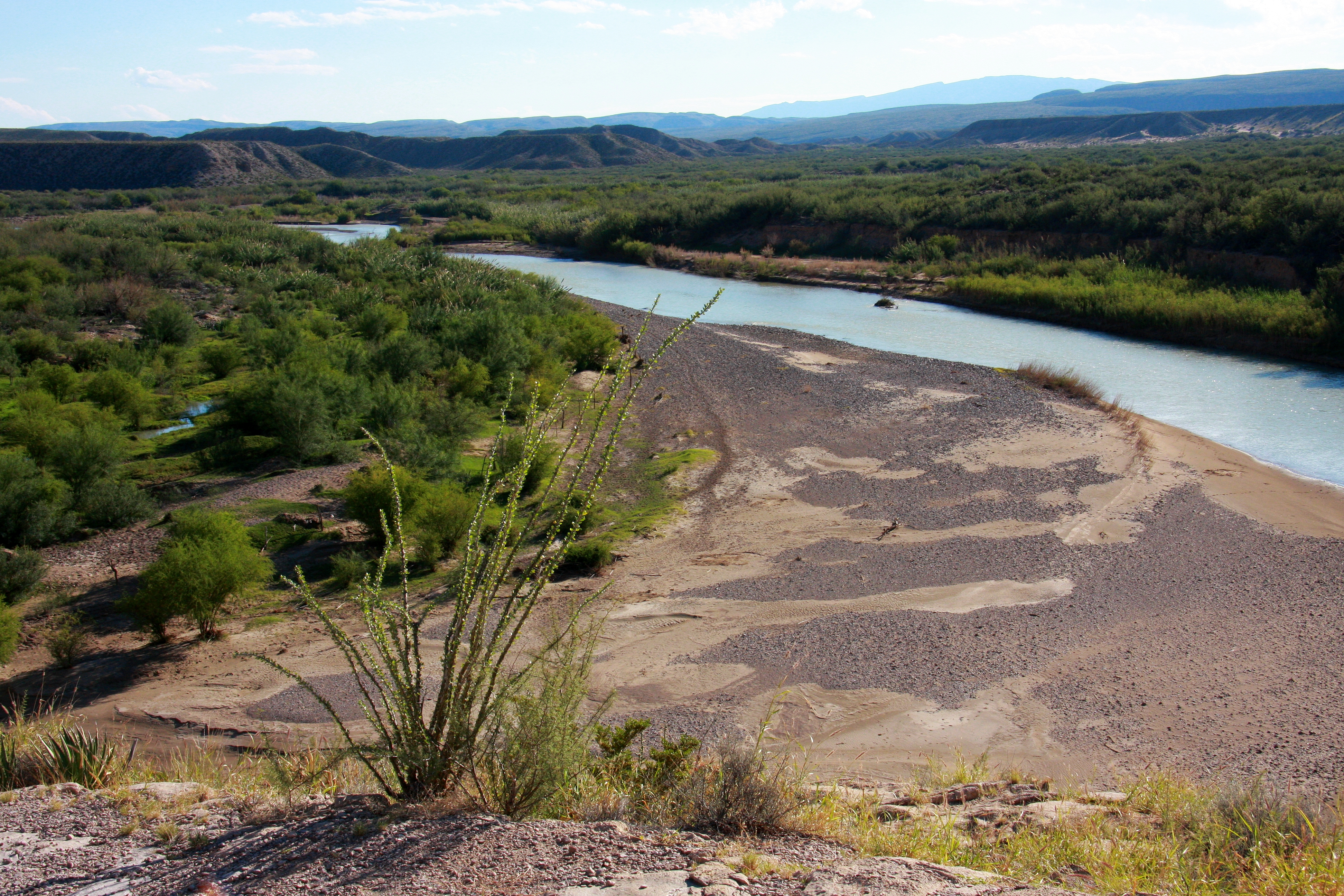
Рио-Гранде в национальном парке Биг-Бенд (Техас)

Несмотря на название (в переводе с испанского — Великая река) и длину, Рио-Гранде не судоходна. С 1950-х годов, из-за интенсивного забора воды на орошение и прочие нужды населения, Рио-Гранде продолжает мелеть. Определённую роль в этом играет и постепенное иссушение климата в бассейне реки. Практически на всём протяжении русла её можно перейти вброд; местами река пересыхает полностью или распадается на цепь мелких озерец.
Рио-Гранде имеет непостоянный режим, связанный с выпадением осадков и особенностями рельефа. В верхнем течении реку питают снега и горные ключи. Ледников здесь нет, поэтому мелеть река начинает уже в мае. В среднем и нижнем главную роль в питании играют дожди, приносимые ураганами с Мексиканского залива раз в 5-7 лет. Для регулирования стока и задержки воды была создана сеть водохранилищ и ставков. На участке Эль-Пасо—Охинага в русле остаются лишь канализационные сбросы.
С 2003 года река перестала регулярно впадать в Мексиканский залив, не доходя до него около 150 м. Некогда обширная плавневая дельта реки атрофировалась и исчезла. Под угрозой исчезновения оказались карликовая форель, креветки, многие виды птиц и зверей.

## Историческое значение

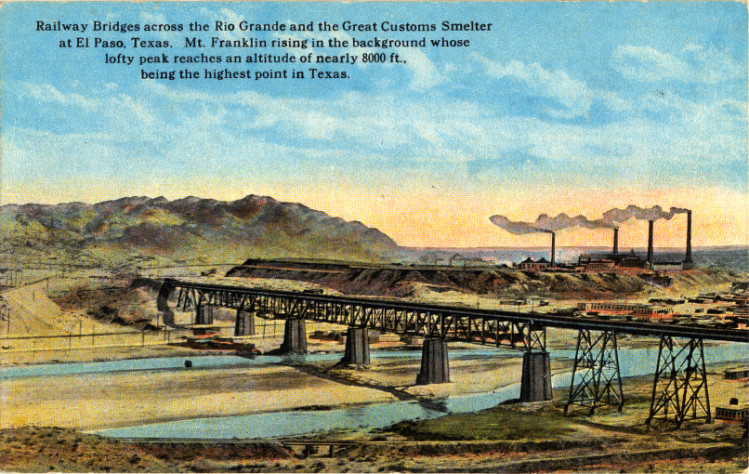
Открытка 1916 года

После Войны за независимость Техаса, с 1836 года по 1848 год река была спорной границей между Мексикой и отделившейся от неё Республикой Техас. После принятия Техаса в состав Соединённых Штатов граница по реке стала причиной Американо-Мексиканской войны.
В 1848 году подписание Договора Гвадалупе-Идальго, завершившего Американо-Мексиканскую войну, закрепило границу между Соединёнными Штатами Америки и Мексиканскими Соединёнными Штатами по реке Рио-Гранде.
В 1997 году Рио-Гранде была признана одной из рек, составляющих американское наследие. В XIX веке негры-рабы, а также преступники из Техаса бежали через Рио-Гранде в Мексику в поисках большей свободы, так как мексиканская политика либерализма и аболиционизма оказывала им в этом поддержку. А в XX и XXI веках через Рио-Гранде на север переправлялись миллионы нелегальных иммигрантов из Мексики и других стран Латинской Америки в поисках более высоких заработков.

## Особенности
Участок Рио-Гранде ниже города Эль-Пасо является самой молодой водной артерией страны. Ранее Рио-Гранде впадала в замкнутое внутриконтинентальное озеро Кабеса-де-Вака, расположенное в этом регионе. Около 750 тыс. лет назад воды озера размыли холмистую местность на востоке и хлынули к Мексиканскому заливу, соединившись с водами рек Пекос и Рио-Кончос, увеличив длину реки в три раза.